# Chiromachetes sahyadriensis
Espèce
Chiromachetes sahyadriensis est une espèce de scorpions de la famille des Hormuridae.

## Distribution
Cette espèce est endémique du Maharashtra en Inde. Elle se rencontre dans le district de Pune à 558 m d'altitude sur le Tamhini Ghat.

## Description
Le mâle holotype mesure 54,41 mm, les mâles mesurent de 45,58 à 54,41 mm et les femelles de 50,92 à 62,92 mm.

## Étymologie
Son nom d'espèce, composé de sahyadri et du suffixe latin -ensis, « qui vit dans, qui habite », lui a été donné en référence au lieu de sa découverte, les Sahyadrī.

## Publication originale
- Mirza, Sanap & Zambre, 2015 : A New Species of the Enigmatic Genus Chiromachetes Pocock, 1899 (Scorpiones: Hormuridae) from Western Ghats, India, with a Key to the Genus.  Euscorpius, no 212, p. 1–10 (texte intégral).